# Lapsi
Au cours des premiers siècles du christianisme, un lapsus, au pluriel lapsi, est un chrétien qui a renié sa foi par peur des persécutions.
Il existe cinq types de lapsi, chacun d'eux correspondant à une action que leurs persécuteurs leur demandaient d'effectuer pour renoncer à leurs croyances : ils sont turificati quand ils ont brûlé de l'encens pour honorer des dieux païens, sacrificati quand ils leur ont fait un sacrifice, libellatici en tant qu'ils ont reçu un billet (libellus) des autorités impériales attestant qu'ils ont satisfait à cette obligation (certains l'obtenaient moyennant un paiement), acta facientes quand ils ont fait de fausses déclarations ou d’autres actes pour sauver leur vie et traditores quand ils ont abandonné les écritures sacrées, des artefacts ou révélé le nom de frères chrétiens.
L'Église considère tout d'abord cela comme un péché majeur. Cependant, grâce notamment à Cyprien, les chrétiens lapsi repentis peuvent être réintégrés après une sérieuse pénitence. Par la suite, une partie intransigeante de l'Église qui refuse leur retour au sein de la communauté provoque le schisme de Novatien. 